# Гриднево (Дорогобужский район)
Гриднево — деревня в Дорогобужском районе Смоленской области России. Входит в состав Ушаковского сельского поселения. 
Население — 1 житель (2007 год). 
Расположена в центральной части области в 21 км к юго-востоку от Дорогобужа, в 16 км восточнее автодороги Р137 Сафоново — Рославль, на берегу реки Михеевка. В 25 км южнее от деревни находится железнодорожная станция Коробец на линии Смоленск-Сухиничи.

## История
В годы Великой Отечественной войны деревня была оккупирована гитлеровскими войсками в октябре 1941 года, освобождена в сентябре 1943 года.